# Vendetta... sarda
Vendetta... sarda è un film del 1952 diretto da Mario Mattoli.

## Trama

Gualtiero, Riccardo e Mario arrivano a casa dei Porchiddu

Milano. Nel ristorante "Somarello d'oro" del cavalier Bertucci lavorano due cugini sardi, Gualtiero e Pinuccio Porchiddu. Un giorno Gualtiero, che è pieno di debiti, riceve la notizia che al suo paese, Dente di Canu, è morto lo zio Elias. Sicuro di esserne erede universale, parte per la Sardegna accompagnato dai due creditori, il cameriere Mario e il cuoco Riccardo. Giunto in paese, Gualtiero viene a sapere che lo zio Elias è stato ucciso dalla famiglia rivale, i Leoni: su di lui incombe quindi l'obbligo di vendicarlo. Affamati, i tre giungono in casa Porchiddu, dove però si digiuna in onore del morto. Scampati senza accorgersene ad un attentato, finiscono proprio in casa dei Leoni dove si sta tenendo la festa dei "promessi sposi". I tre ballano e fanno amicizia con Annesa, Gavina ed Efisia, le giovani figlie dei Leoni, ma quando si scopre che Gualtiero è un Porchiddu, le cose cambiano: i tre sfideranno a duello altrettanti Leoni. Annesa, invaghita di Gualtiero, gli assicura che caricherà a salve i fucili dei fratelli. Intanto arriva da Milano l'altro Porchiddu, il cugino Pinuccio, insieme a Lulù, amica di Bertucci, e allo stesso Bertucci, il quale ha scoperto che il vero erede è Pinuccio. Annesa, ingelosita di Lulù, rimette le pallottole nei fucili. I tre amici fuggono, inseguiti dai Leoni. La strage sta per compiersi, quando il vecchio Leoni ferma tutto: pensando che le figlie siano disonorate, esige un matrimonio riparatore. Gualtiero, Mario e Riccardo tornano a Milano in compagnia delle tre promesse spose, il cavalier Bertucci si riconcilia con Lulù, mentre Pinuccio, avendo rivendicato l'eredità dei Porchiddu, entra a pieno titolo nella faida tra le famiglie.